# 奈良運送
株式会社奈良運送（ならうんそう）は、広島県呉市広多賀谷に本社を置く物流企業である。大型貨物や重量物機械・建機などが中心となっている。

## 事業概要
- 一般区域貨物自動車運送業
- 損害保険代理
- 産業廃棄物収集運搬

## 取扱品目
火薬類、薬品類、木材、鋼材、金属製品、産業及び建設機械、輸送用機械、精密機械、食料品、産業廃棄物収集運搬 